# Stanislavivka, Colomeea
Stanislavivka (în ucraineană Станіславівка) este un sat în comuna Sidlîșce din raionul Colomeea, regiunea Ivano-Frankivsk, Ucraina.

## Demografie
Componența lingvistică a localității Stanislavivka
     Ucraineană (100%)
Conform recensământului din 2001, toată populația localității Stanislavivka era vorbitoare de ucraineană (100%).